# Harding County, South Dakota
Harding County är ett administrativt område i delstaten South Dakota, USA, med 1 255 invånare. Den administrativa huvudorten (county seat) är Buffalo. 

## Geografi
Enligt United States Census Bureau så har countyt en total area på 6 935 km². 6 917 km² av den arean är land och 18 km² är vatten. 

## Städer
- Buffalo
- Camp Crook
- Ludlow
- Reva
- Ralph

### Angränsande countyn
- Bowman County, North Dakota - nord
- Adams County, North Dakota - nordost
- Perkins County, South Dakota - öst
- Butte County, South Dakota - syd
- Carter County, Montana - väst
- Fallon County, Montana - nordväst